# Byssocorticium naviculare
Byssocorticium naviculare är en svampart som beskrevs av Hjortstam & Ryvarden 1982. Byssocorticium naviculare ingår i släktet Byssocorticium och familjen Atheliaceae.   Inga underarter finns listade i Catalogue of Life.